# Felipe Picatoste
Felipe Picatoste y Rodríguez (Madri, 30 de abril de 1834 — Madri, 29 de setembro de 1892) foi um matemático, pedagogo, jornalista, político e polígrafo espanhol.